# Marta Plana i Drópez
Marta Plana i Drópez   (Barcelona, 18 de setembre de 1978) és una advocada, empresària i executiva catalana.

## Biografia
Va cursar Dret a la Universitat de Barcelona i posteriorment va obtenir el títol de Juris Doctor amb la màxima distinció a la Nova Southeastern University, als Estats Units. Ha completat la seva formació a la London School of Economics, la Universitat Stanford i l'IESE. Encara a Nord-amèrica, va desenvolupar la seva carrera professional en despatxos internacionals, com ara Baker McKenzie, i en corporacions tecnològiques, entre elles Microsoft o Osborne Clarke.
A Espanya, va exercir de consellera entre 2011 i 2013 a l'organisme estatal regulador de les telecomunicacions, actualment integrat a la Comissió Nacional dels Mercats i la Competència. L'any 2015 va participar en la fundació de Clearpay, una empresa emergent del sector de la tecnologia finacera, i ha col·laborat amb KPMG com a assessora estratègica. Va ocupar la vicepresidència de l'Associació Espanyola de FinTech i InsurTech, i ha sigut membre de la junta del Cercle d'Economia entre 2013 i 2019.

### Directiva esportiva
Entre 2018 i 2021 va integrar la junta directiva del Futbol Club Barcelona presidida per Josep Maria Bartomeu. Hi va liderar la creació del Barça Innovation Hub, una plataforma dedicada a la innovació en l'àmbit esportiu.
Després de deixar l'entitat blaugrana, el nom de Plana va sonar com a possible candidata a la presidència de la Lliga espanyola de futbol femenina i la Reial Federació Espanyola de Futbol.

### Carrera política
L'any 1996 va afiliar-se a Unió Democràtica de Catalunya (els seus pares, Carme Drópez i Josep Antoni Plana, en són membres històrics), i es va presentar a les eleccions al Parlament de Catalunya de 2015 com a número 3 del partit per Barcelona. També és patrona de Juntos Sumamos, una plataforma nascuda el 2017 a Catalunya i afí a l'unionisme espanyol.

## Guardons
El 2025 fou inclosa a la llista Forbes de les 100 dones més influents de Catalunya.